# Ypsora lepraota
Ypsora lepraota là một loài bướm đêm trong họ Erebidae.